# Benfica Lisabon (hokej)
Vidi članak Benfica
Puno ime: Sport Lisboa e Benfica 

Godina usnutka sportskog društva: 1904. 

Godina osnutka sekcije za hokej na koturaljkama: 1917. 

Nadimci: O Glorioso, Águias, Encarnados 

Predsjednik: Luís Filipe Vieira 

## Uspjesi
Prvenstvo Portugala (21): 1951., 1952., 1956., 1957., 1960., 1961., 1966., 1967., 1968., 1970.,  1972., 1974., 1979., 1980., 1981., 1992., 1994., 1995., 1997., 1998., 2012., 2015.
Kup Portugala (15): 1963., 1978, 1979., 1980., 1981., 1982., 1991., 1994., 1995., 2000., 2001., 2002., 2010., 2014., 2'15.
Superkup Portugala (7): 1993., 1995., 1997., 2001., 2002., 2010., 2012.
Europska liga (1): 2013.
Kup CERS (2):  1991., 2011
Kup Continental (2): 2011., 2013
Kup Intercontinental (1): 2013.